# Hidroxilació
La hidroxilació és un procés químic que introdueix grups hidroxils (-OH) dins un compost orgànic. En bioquímica, les reaccions d'hidroxilació sovint són facilitades per uns enzims anomenats hidroxilases. La hidroxilació és el primer pas en la degradació oxidativa de compostos orgànics en l'aire. És molt important en la desintoxicació, ja que la hidroxilació converteix compostos lipòfils en compostos hidròfils, solubles en aigua i més fàcilment excretats pel cos. El procés d'hidroxilació converteix un grup CH en un grup COH. És un procés oxidatiu.